# Sevenhill
Sevenhill is een plaats in de Australische deelstaat Zuid-Australië en telt ca 5000 inwoners in Clare, en ca 6000 in en rond Valley.